# 德維特 (密西根州)
德維特（英語：DeWitt）是一個位於美國密西根州克林頓縣的城市。

## 人口
根據2020年美國人口普查的數據，德維特的面積為7.72平方千米，當中陸地面積為7.35平方千米，而水域面積為0.37平方千米。當地共有人口4776人，而人口密度為每平方千米619人。